# 布里斯波特 (紐約州)
布里斯波特（英語：Breesport）是位於美國紐約州希芒縣的普查規定居民點。

## 人口
根據2020年美國人口普查的數據，布里斯波特的面積為4.25平方千米，當中陸地面積為4.22平方千米，而水域面積為0.03平方千米。當地共有人口629人，而人口密度為每平方千米148人。